# Спіті
Спіті (гінді स्पीति; англ. Spiti River) — річка в Азії, права притока річки Сатледж в штаті Гімачал-Прадеш на північному заході Індії, належить до басейну річки Інд. Має довжину 200 км.

## Назва
Назва Спіті означає «середня країна» — земля між Тибетом та Індією.

## Географія

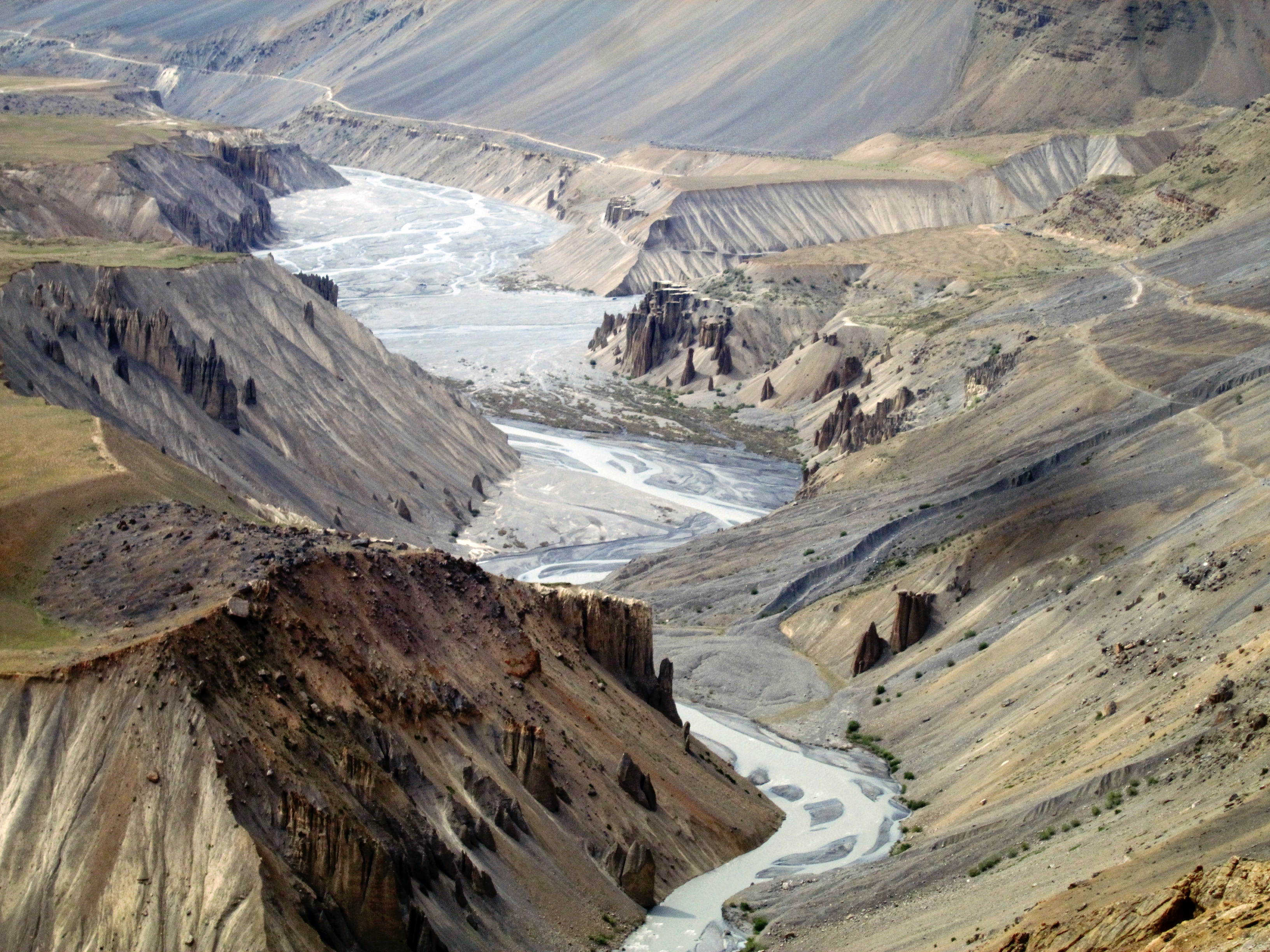
Долина річки Спіті — погляд на національний парк «Великі Гімалаї».

Річка Спіті бере свій початок в гірському хребті Кунзум у Гімалаях, її живлять численні гімалайські потоки та річки, такі як річка Кунзум-Ла-Тогпо, Пін, Лінгті та багато інших. Води річки живляться від танення льодовиків, оскільки в цій частині Гімалаїв практично не буває дощів, тому навколишні райони нагадують посушливу безплідну пустелю.
В одних джерелах вказується, що Спіті починається в місці злитті кількох річок-джерел (Кунзум-Ла-Тогпо і потоки Кабзіма та Пінґулунг Токпо, за 3 км на захід від села Лоссар (32°27′1.19″ пн. ш. 77°43′13.34″ сх. д. / 32.4503306° пн. ш. 77.7203722° сх. д.), на заході Гімалаїв на висоті 4100 м над рівнем моря. За іншими даними — з витоку струмка Пінґулунг Токпо, за 7 км на південь — південний захід від гори Таґне, на висоті 5360 м (32°31′35″ пн. ш. 77°36′39″ сх. д. / 32.52639° пн. ш. 77.61083° сх. д., за 16 км на північний захід від першого місця). У верхній частині Спіті протікає через однойменну високогірну долину з невеликою кількістю рослинності та аридним, пустельним кліматом переважно в південно — південно-східному напрямку. Головний гімалайський хребет проходить на захід від долини Спіті. Верхня течія розташована в межах округу Лахул і Спіті. Там річка протікає через місто Каза. Потім вона приймає ліву притоку Лінгті (55 км) та праву — Пін (50 км). У середній ділянці Спіті повертає на схід і тече повз село Табо. На нижній 90-то кілометровій ділянці Спіті протікає через округ Кіннаур. Поблизу Сумдо річка приймає ліву притоку Паречу (150 км) і повертає на південь. Протікає через Нако і впадає в Сатледж на північно-західній околиці села Хаб, на висоті 2550 м. Протяжність Спіті становить 200 км. Національна автодорога NH505 прокладена берегами річки на всю її довжину.
Майже всі людські поселення в долині Спіті розташовані на березі річки; зокрема Табо, Данкар, Каза, Сумдо, Чанго та Рангрік. На берегах річки розташовані також буддійські монастирі.

## Галерея
| Вид на річку Спіті в долині Спіті. | Гімалаї та річка Спіті в окрузі Спіті. | Злиття річок Лінгті та Спіті. | Ущелина русла Спіті. |